# Атлантична Канада

Канадські атлантичні провінції

Атланти́чна Кана́да (англ. Atlantic Canada, фр. Provinces de l'Atlantique) — регіон Канади, розташований на Атлантичному узбережжі, який включає три приморські провінції — Нью-Брансвік, Нову Шотландію й Острів Принца Едварда, а також провінцію Ньюфаундленд і Лабрадор.
Населення Атлантичної Канади 2010 року становило 2 346 286 осіб.

## Історія
Вперше термін «Атлантична Канада» ввів у вживання прем'єр-міністр Джозеф Смалвуд англ. Joseph Smallwood після того, як населення Ньюфаундленда і Лабрадора проголосувало за приєднання до Канади 1949 року. Він вважав, що культурно-історичні традиції Ньюфаундленду і Лабрадора відрізняються від історії і культури Приморських провінцій: Нью-Брансвік і Нова Шотландія приєдналися  до Канади 1867 року, острів Принца Едварда — 1873-го, а Ньюфаундленд і Лабрадор приєднався лише 1949-го.

## Міста
Найбільші міста Атлантичної Канади — Галіфакс і Сідней у Новій Шотландії, Сент-Джон, Фредериктон і Монктон у Нью-Брансвіку і Шарлоттаун на острові Принца Едварда, Сент-Джонс і Корнер-Брук у провінції Ньюфаундленд і Лабрадор.